# Melchior Hefti
Melchior Hefti (* 4. April 1879 in Hätzingen; † 27. Dezember 1965 ebenda, reformiert, heimatberechtigt in Hätzingen) war ein Schweizer Politiker (DP).

## Biografie
Melchior Hefti wurde am 4. April 1879 in Hätzingen als Sohn des Schreiners und Hätzinger Gemeinderats Melchior Hefti senior geboren. Hefti schloss zunächst Lehren als Schlosser und Mechaniker ab, bevor er das Abendtechnikum in Winterthur absolvierte. In der Folge war er ab 1903 über fünfzig Jahre als Schlossermeister in der Firma Hefti & Co in Hätzingen beschäftigt.
Melchior Hefti war verheiratet mit Maria, der Tochter des Wilhelm Faist. Er verstarb am 27. Dezember 1965 wenige Monate vor Vollendung seines 87. Lebensjahres in Hätzingen.

## Politisches Wirken
Seine politische Laufbahn begann Melchior Hefti im Jahr 1905 im Gemeinderat von Hätzingen, dem er bis 1938 angehörte, davon ab 1908 als Gemeindepräsident. In weiterer Folge amtierte er von 1913 bis 1917 als Augenscheinrichter, daran anschliessend bis 1920 als Oberrichter. Auf kantonspolitischer Ebene war er zunächst von 1910 bis 1920 im Glarner Landrat, davon 1918 als Präsident, darauffolgend bis 1947 als Leiter des Baudepartements im Glarner Regierungsrat, in dem er zusätzlich von 1932 bis 1938 die Ämter des Landammanns sowie von 1944 bis 1947 des Landesstatthalters ausübte, vertreten. Melchior Hefti, Mitglied der Demokratischen und Arbeiterpartei Glarus, fungierte von 1923 bis 1938 als deren Präsident. Darüber hinaus nahm er für den Kanton von 1938 bis 1953 Einsitz in den Ständerat, in dem er der demokratischen Fraktion zuzurechnen war. Dort wirkte er in zahlreichen Kommissionen, wie der Zolltarif-, Militär-, Bundesbahn- oder Linthkommission. 
Daneben war er Vorstandsmitglied des Konkordats Schweizerischer Krankenkassen und präsidierte von 1947 bis 1956 die Glarner Kantonalbank sowie von 1923 bis 1953 die Synode der evangelischen Landeskirche.
Melchior Heftis Einsatz galt einer fortschrittlichen Sozialpolitik, so der Alters- und Hinterlassenenversicherung, der ersten obligatorischen kantonalen Arbeitslosenversicherung der Schweiz, den Krankenkassen und der Sicherung des Arbeitsfriedens.